# Janusz Dziedzic
Janusz Dziedzic (Dębica, 17 agosto 1980) è un ex calciatore polacco, di ruolo attaccante.

## Carriera
Nel luglio del 2011 si trasferisce all'Olimpia Grudziądz.